# Увећање (филм)
Увећање (енгл. Blowup) је италијанско-британски играни филм снимљен 1966. у режији Микеланђела Антонионија. Сценарио, темељен на причи аргентинског књижевника Хулија Кортазара "Las babas del diablo" и инспирисан животом британског фотографа Дејвида Бејлија, су написали Антониони и Тонино Гуера. По жанру представља комбинацију драме и трилера, а протагониста, чији лик тумачи Дејвид Хемингс, је елитни модни фотограф. Радња прати један дан његовог живота, када приликом рутинског снимања у парку постаје уверен да је случајно снимио убиство.
Антонионију је "Увећање" представљао први филм на енглеском језику, а осим његовог, за тадашње стандарде неконвенционалног "уметничког" стила, га је карактерисао и настојање да се што верније прикаже живот тадашњег Лондона, који је тада пролазио кроз значајне културне промене познате као "свингајуће" шездесете. Због тога се у филму у камео улогама појављују неке од важних личности тадашње лондонске сцене, као што су манекенка Верушка и култни рок-бенд Јардбердс .
Натуралистички приказ живота модних фотографа, укључујући голотињу његових модела, је, пак кршио тадашњи три деценије стар Продукцијски кодекс који је водеће холивудске студије обавезивао да филмове "чисте" од свих проблематичних садржаја. МГМ је забрану заобишао дистрибуирајући филм у САД преко параванске компаније Premier Pictures; захваљујући томе је добио публику, поготово млађу склону контракултури која је тада била на врхунцу, те зарадио око 20 милиона $. Тај је комерцијални успех подстакао друге холивудске студије да одбаце Кодекс те га 1968. замене с данашњим системом МПАА рејтинга.
Филм је освојио Златну палму на Канском филмском фестивалу. Касније је имао значајни утицај на тадашње редитеље. Кополи је послужио као једна од инспирација за чувени филм Прислушкивање, а 1981. је Брајан де Палма снимио његов својеврсни трилер-римејк у облику филма Пуцањ није брисан.

## Радња
Филм приказује један дан гламурозног модног фотографа Томаса. Након што проведе ноћ у јефтином мотелу, где је правио слике за своју књигу уметничких фотографија, Томас касни на фотографисање манекенке Верушке у свом атељеу. Самим тим касни и на фотографисање осталих модела који чекају, па му убрзо постаје досадно; одлази, остављајући моделе и продукцијско особље на цедилу. Пошто напусти студио, прилазе му две тинејџерке које желе да буду модели, молећи га за разговор, али он улази у ауто и одлази у антикварницу. Касније, лутајући по парку, усликава двоје заљубљених, од којих је жена много љута због тога. Фотограф се после тога среће са својим агентом на ручку и примећује да га неки човек прати и разгледа његов аутомобил. Назад у његовом студију, долази жена коју је усликао по имену Џејн, тражећи филм, али он јој намерно даје погрешан. Она му заузврат даје лажни број телефона. Касније развија фотографије из парка и на њима запажа тело у трави и човека са пиштољем који вреба у дрвећу. У том моменту га узнемири лупање на вратима, али то су биле само две тинејџерке, које га после краћег "лудирања" по студију, поново моле за фотографисање, али он само одговори: "Сутра! Сутра!"
Кад је пао мрак, Томас поново одлази у парк и проналази тело, али није понео своју камеру. Враћа се у студио и примећује да су сви негативи нестали; остао је само један али доста мутан, на којем се види тело. Након што се одвезе у град, угледа Џејн; прати је у клуб у ком свира бенд Јардбердс. Гитариста Џеф Бек се изнервира због свог појачала које зуји, па у бесу ломи гитару и баца је у публику. Томас је узима као сувенир и истрчава из клуба како је нико не би могао узети од њега, а онда се премишља и оставља је на тротоару. Пролазник је узима, а потом је баци, не схватајући да је то Бекова гитара.
Касније, на забави у центру Лондона, Томас среће Верушку, која му је рекла да иде у Париз; он је упита за то, а она му одговори да је у Паризу. Такође среће свог агента Рона, кога жели да одведе у парк као сведока, али Рон то не жели. Одлази кући, буди се ујутру и поново одлази у парк, где констатује да је тело нестало. Збуњен, остаје да гледа двоје људи који мимиком играју тениски меч. Замишљена лопта пада код његових ногу, он је имагинарно подиже и баца назад играчима. Наставља да посматра и одједном, звук замишљене лопте се чуо. Док га гледамо како стоји на травњаку, фотограф одједном нестаје и филм се завршава.

## Улоге
- Дејвид Хемингс - Томас
- Ванеса Редгрејв - Џејн
- Сара Мајлс - Патриша
- Џон Кесл - Бил
- Питер Боулс - Рон
- Џејн Беркин - плавуша
- Џилијен Хилс - бринета
- Верушка - као она

### Запажене камео-улоге
Неколико људи познатих тих година су у филму; многи су касније постали славни. Најпримећенија камео-улога је бенд Јардбердс који изводи нумеру "Stroll on" у завршници филма. Антониони је прво питао Ерика Бардона да одигра ту улогу, али је он одбио. Тако да је Кит Релф отпевао, на гитарама су Џими Пејџ и Џеф Бек, заједно са Крис Дреџом. Након што његово појачало падне, Бек изломи своју гитару на комаде, као што је то радио бенд Ху. Антониони је желео Ху у филму јер је био фасциниран како Пит Таунсенд уништава гитару.
 У камео роли такође можемо видети новинарку Џенет Стрит-Портер како плеше у ноћном клубу.

## Музика
Музику је компоновао џез пијаниста Херби Хенкок:
-{
1. "Main Title from Blow Up" - 1:41
2. "Verushka (Part 1)" - 2:47
3. "Verushka (Part 2)" - 2:15
4. "The Naked Camera" - 3:27
5. "Bring Down the Birds" - 1:55
6. "Jane's Theme" - 5:02
7. "Stroll On" (Yardbirds) - 2:49
8. "The Thief" - 3:17
9. "The Kiss" - 4:17
10. "Curiosity" - 1:35
11. "Thomas Studies Photos" - 1:17
12. "The Bed" - 2:39
13. "End Title Blow Up" - 0:52}-

## Пријем

### Критике
Филмски критичар Ендру Сарис је рекао да је филм модерно ремек-дело. У "Плејбој" магазину филмски критичар Артур Најт је написао да је "Увећање" битан филм попут филмова Грађанин Кејн, Рим, отворен град и Хирошимо, љубави моја - а можда чак и важнији.
Тајм магазин назвао је филм далеко напетим и узбудљивим, који је представљао креативну промену за Антонионија; магазин је предвидео да ће то несумњиво бити његов најпопуларнији филм који је направио.
Босли Краутер, критичар Њујорк Тајмса, назвао је филм фасцинантним, која има нешто стварно да каже по питању личног учешћа и емоционалне преданости у свету пуном медија.
Чак и Ингмар Бергман, коме се генерално није свићао Антонионијев опус, хвалио је филм: "Направио је два ремек-дела, не треба бринути о осталим филмовима. Једно је "Увећање", које сам погледао много пута, а друго је Ноћ (филм), који је такође диван филм, мада је то углавном због младе Жане Моро."

### Благајна
Филм је дистрибуиран у Северној Америци преко МГМ фирме Premier Pictures. Пишући о Антонионију за Тајм 2007. године, филмски писац Ричард Корлис наводи да је филм зарадио "20 милиона долара (данас око 120 милиона долара) од 1,8 милиона долара буџета и помогао ослобађању Холивуда од његове пуританске ласцивности."

## Награде и номинације
Кански фестивал:
- Освојена Златна палма - Микеланђело Антониони

Оскар:
- Номинација за најбољу режију - Микеланђело Антониони
- Номинација за најбољи оригинални сценарио - Антониони, Тонино Гуера и Едвард Бонд

БАФТА:
- Номинација за најбољи Британски филм - Антониони
- Номинација за најбољу камеру - Карло ди Палма
- Номинација за најбољу сценографију - Ашетон Гортон

Златни глобус:
- Номинација за најбољи страни филм на енглеском језику